# 百行征信
百行征信是在中国人民银行监管指导下，由中国互联网金融协会与芝麻信用（蚂蚁金服全资公司）、腾讯征信（腾讯集团下属企业）、前海征信（平安集团下属企业）、考拉征信、鹏元征信、中诚信征信、中智诚征信、华道征信等8家市场机构共同发起组建的一家市场化个人征信机构，也是目前中华人民共和国唯一一家持牌市场化个人征信机构。

## 背景
随着互联网和信息技术的快速发展，互联网领域的个人金融借贷迅速增加，由于央行征信系统没有覆盖P2P平台等机构，加之各家机构通常把个人信息看成核心私产，不愿共享或共享信息数据失真，导致各平台、各机构之间存在“信息孤岛”，个人多头借贷、过度借贷、骗贷等行为不断，严重扰乱信贷行业的正常发展。
2015年人民银行同意芝麻信用、腾讯征信、前海征信等8家机构进行个人征信业务准备。但因8家个人征信机构各自依托某一个企业或者企业集团发起创建，均想追求依托互联网形成自己的业务闭环，客观上分割了市场的信息链，在业务或者公司治理结构上不具备或者不具有第三方征信独立性。百行征信的成立意在全面整合征信信息，覆盖传统金融的征信盲点，将有利于共享个人征信信息，化解信息孤岛困局，缓解个人征信产品有效供给不足问题；有利于防范系统性金融风险，遏制“过度多头借贷”“诈骗借贷”等乱象；有利于贯彻个人信息隐私权益保护原则，防止个人信息被过度采集、不当加工和非法使用。

## 历史
2018年1月4日，中国人民银行发布受理百行征信有限公司（筹）个人征信业务申请。
2018年2月22日，获得中国人民银行的业务许可证。
2018年5月23日，百行征信在深圳正式挂牌。

## 股东
2018年：中国互联网金融协会持股36%，芝麻信用、腾讯征信、前海征信、考拉征信、鹏元征信、中诚信征信、中智诚征信、华道征信各持股8%。